# Raymond Laurent
Raymond Ferdinand Laurent (Wasmes, Hainaut 1917. május 16. – Tucumán, Argentína, 2005. február 3.) belga herpetológus. Kutatásainak központjában Afrika és Dél-Amerika hüllői és kétéltűi álltak. Több mint 200 tudományos cikk és tanulmány szerzője. Több fajt is elneveztek róla, ezek közé tartozik a 2010-ben leírt Phymaturus laurenti, a Chironius laurenti, a  Liolaemus laurenti és a Mehelya laurenti. Zoológiai szakmunkákban nevének rövidítése: „Laurent”.

## Élete
Hüllők és kétéltűek iránti szenvedélye már hétéves korában kezdődött, amikor szülei gőtéket adtak neki. Diplomáját a Brüsszeli Egyetemen szerezte, majd két év múlva megszerezte PhD fokozatot is. Szakdolgozatában az afrikai békák vázszerkezetével és rendszerezésével foglalkozott. A második világháború alatt a tervureni Belga Kongó Múzeumban dolgozott. 1942-ben Gaston-François de Witte-tel közösen dolgoztak a Helophis schoutedeni monotipikus faj leírásán.
1947-ben a Leopoldville-ben (ma Kinshasa) akkor alapított tudományos kutatóintézetbe került. Többféle állása volt, majd 1957-től Élisabethville-ben  (ma Lubumbashi) tanárként dolgozott. Zaire függetlenségének elnyerése után az Egyesült Államokba költözött, ahol a cambridge-i Összehasonlító Állattani Múzeumban kapott állást.
1967-ben az argentínai San Miguel de Tucumánba költözött, ahol a helyi egyetemen tanított 1975-ig. 1996-ban vonult nyugdíjba.

## Az általa leírt fajok
- Arthroleptis hematogaster
- Arthroleptis mossoensis
- Arthroleptis phrynoides
- Arthroleptis pyrrhoscelis
- Arthroleptis sylvaticus
- Arthroleptis vercammeni
- Callixalus pictus
- Cardioglossa cyaneospila
- Chrysobatrachus cupreonitens
- Gastrotheca christiani
- Gastrotheca chrysosticta
- Gastrotheca gracilis
- Hemisus brachydactylus
- Hemisus microscaphus
- Hemisus olivaceus
- Hemisus perreti
- Hemisus wittei
- Hyperolius atrigularis
- Hyperolius chrysogaster
- Hyperolius diaphanus
- Kassina mertensi
- Kassinula wittei
- Laurentophryne parkeri
- Phrynobatrachus asper
- Rhoptropus taeniostictus
- Saurodactylus brosseti
- Xenopus vestitus